# Nyctemera liliputana
Nyctemera liliputana är en fjärilsart som beskrevs av Embrik Strand 1909. Nyctemera liliputana ingår i släktet Nyctemera och familjen björnspinnare. Inga underarter finns listade i Catalogue of Life.